# Albertus Petrus ter Meulen
Albertus Petrus ter Meulen (Oudemirdum, 24 mei 1845 - Blijham, 15 februari 1895) was een Nederlands bestuurder. Hij was burgemeester van Aduard (1879), Wedde (1879-1895) en Bellingwolde (1891-1895).

## Biografie
Albertus Petrus ter Meulen werd in 1845 geboren te Oudemirdum als zoon van de hervormde predikant Frederik Gerard ter Meulen. In 1850 verhuisde het gezin naar Vrouwenparochie, waar zijn vader werd beroepen naar de hervormde gemeente aldaar.
Ter Meulen ging in dienst en stond in 1865 geregistreerd als sergeant bij het 8e Regiment Infanterie te Leeuwarden. In 1875 vestigde hij zich vanuit Java in Britsum, waar zijn vader in 1870 een beroep had aangenomen naar de Johanneskerk. Een jaar later schreef hij zich alweer uit om zich in Beerta te vestigen. In 1877 keerde hij terug naar Britsum, waar hij tot 1879 bleef wonen.
In april 1879 werd Ter Meulen burgemeester van Aduard, waar hij na vier maanden alweer vertrok om burgemeester van Wedde te worden. In oktober 1879 trad hij in Groningen in het huwelijk met Susanna Boelina Reijnders, dochter van een scheepskapitein en woonachtig in die stad. Samen kregen zij vier kinderen. Ter Meulen nam in juli 1891 tevens het burgemeesterschap van Bellingwolde op zich, waar hij ook al twee jaar met zijn gezin gewoond had.
Albertus Petrus ter Meulen overleed op 49-jarige leeftijd in Blijham, na een kort ziekbed van twee dagen.